# Microstroma pithecellobii
Microstroma pithecellobii är en svampart som beskrevs av Lamkey 1920. Microstroma pithecellobii ingår i släktet Microstroma och familjen Microstromataceae.   Inga underarter finns listade i Catalogue of Life.